# Naturschutzgebiet An der Panne
Das Naturschutzgebiet An der Panne liegt im Dortmunder Stadtbezirk Hombruch in Nordrhein-Westfalen, Deutschland. Es erstreckt sich über den Stadtteil Barop und dann, geteilt durch die Stockumer Straße, liegt es zwischen den Stadtteilen Eichlinghofen und Menglinghausen, es umfasst 21 Hektar. Das Naturschutzgebiet „An der Panne“ wurde am 19. Juni 1986 durch eine einstweilige Sicherstellung in einer Größe von 3,1 Hektar ausgewiesen. 1991 wurde es von der Bezirksregierung Arnsberg durch Verordnung in einer Größe von 10,6 Hektar ausgewiesen, schließlich im Landschaftsplan Dortmund-Süd vom 19. April 2002 auf 21,1 Hektar festgesetzt.

## Beschreibung

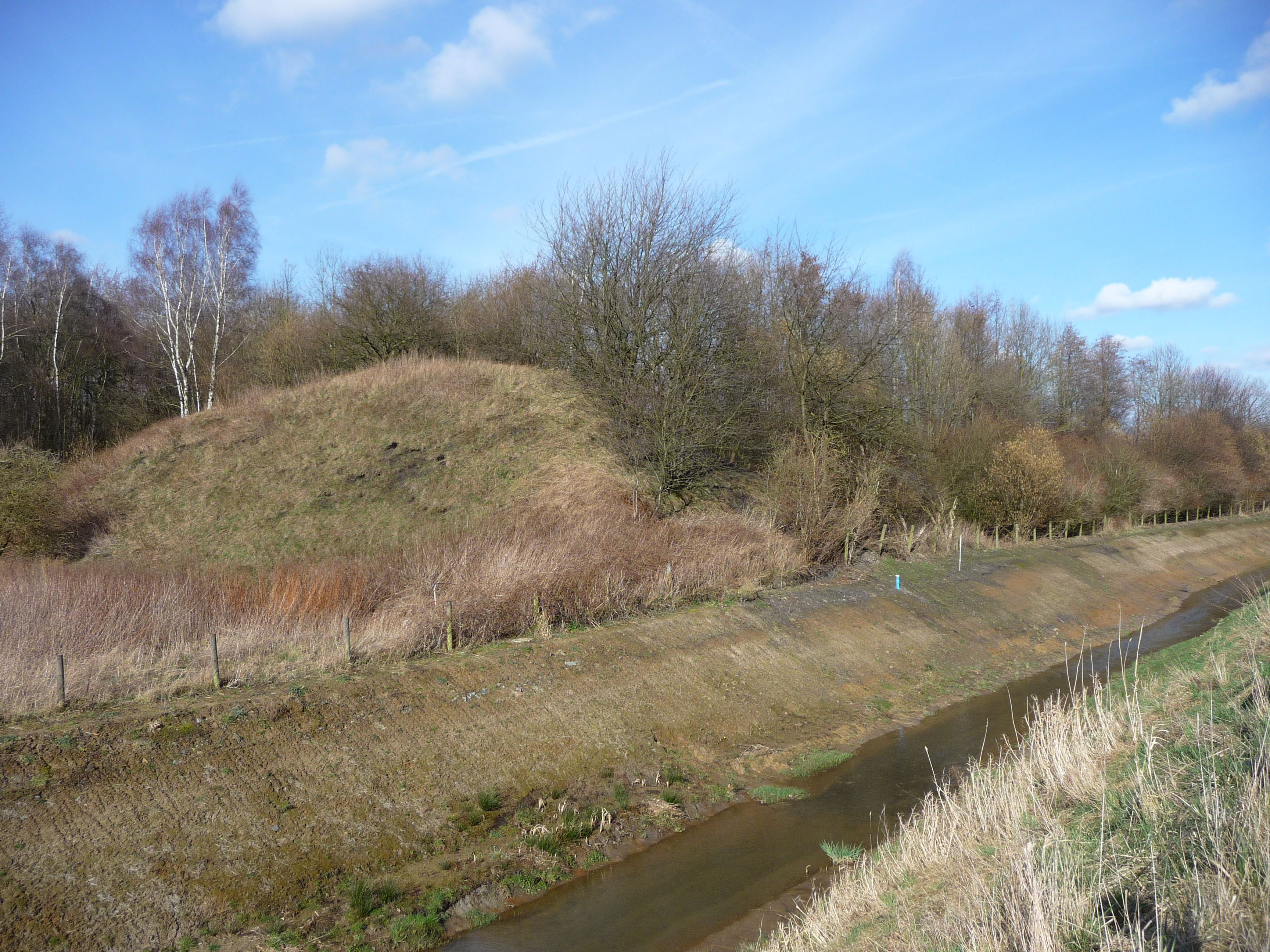
Renaturierter Rüpingsbach am Naturschutzgebiet

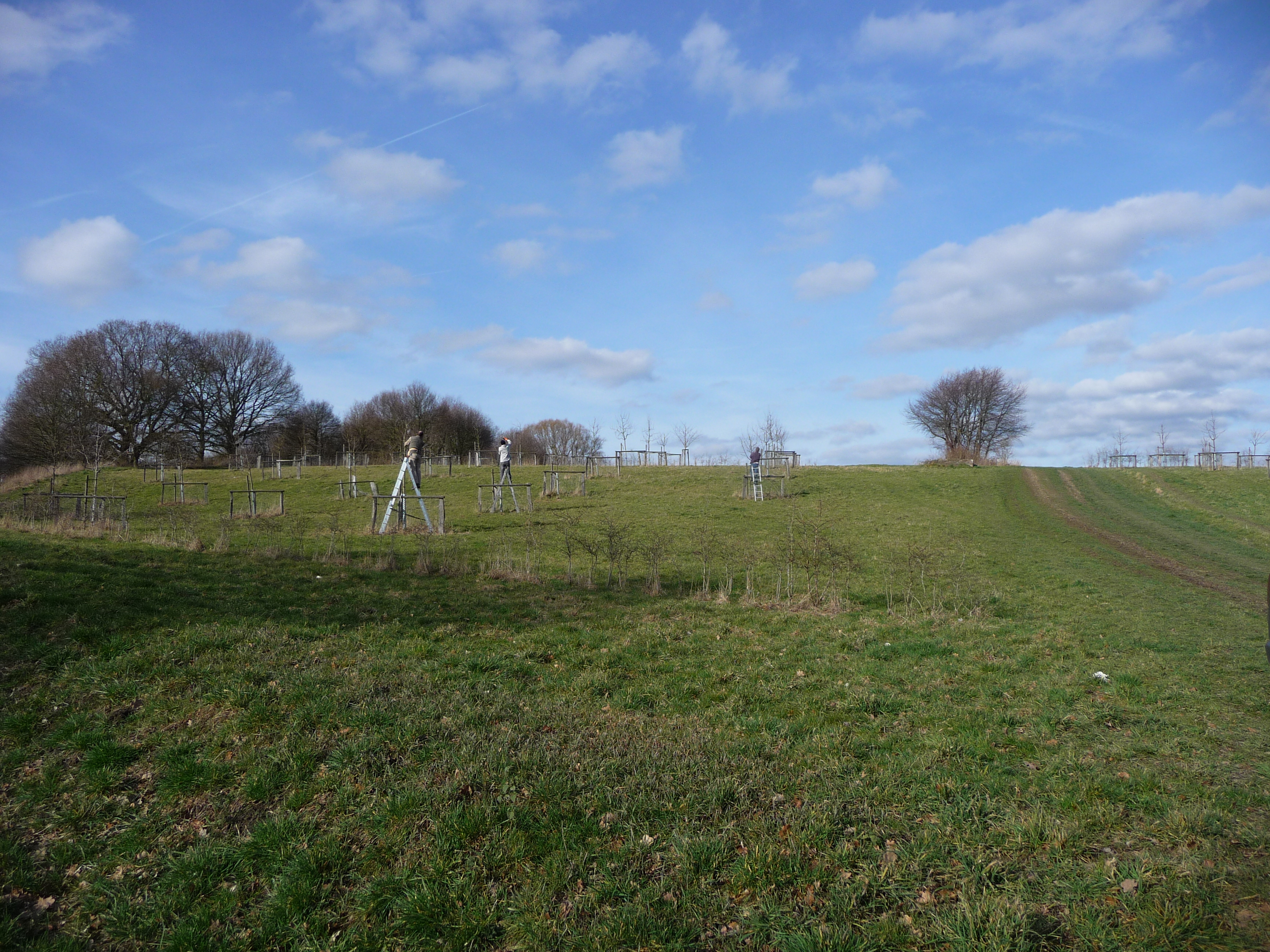
Baumschnitt in der Streuobstwiese

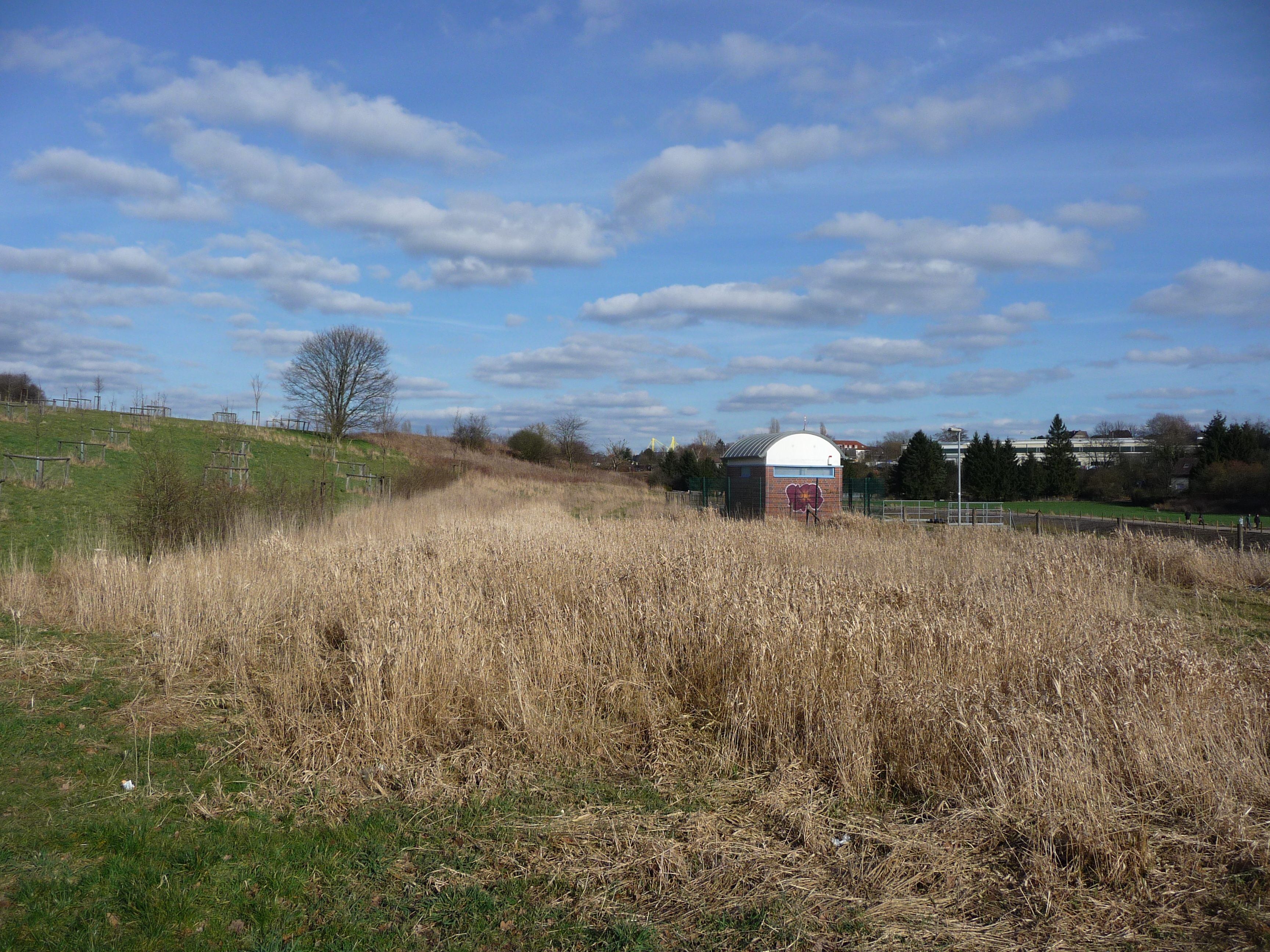
Pumpwerk der Emschergenossenschaft im Naturschutzgebiet

Das Naturschutzgebiet gliedert Bachtäler und Feuchtgebiete. Landschaftsprägend sind Acker- und Weideflächen sowie Grünland, durchzogen von teilweise dichten Gehölz- bzw. Gebüschbeständen. Waldflächen sind selten und nur in den Randbereichen und an den Hängen der Bachtäler zu finden. Geteilt wird das Naturschutzgebiet von der Stockumer Straße. Im nördlichen, zu Barop gehörenden Teil befinden sich überwiegend Brachflächen, im südlichen Teil zwischen Eichlinghofen und Menglinghausen hat sich ein kleiner Eichenwald, an anderer Stelle eine Röhrichtzone aus Rohrkolben gebildet, und der Friedhof Menglinghausen grenzt das Naturschutzgebiet im Süden ab. Östlich wird das Naturschutzgebiet vom renaturierten Rüpingsbach begrenzt.  
Im Naturschutzgebiet leben in den unterschiedlichen Bewuchszonen neben Lachmöwe, Rabenkrähe, Steinkauz und Mäusebussard auch Sumpfrohrsänger, Rohrammer und Feldschwirl auch Fitis, Gartengrasmücke, Kuckuck, Dompfaff, Buntspecht, Rotkehlchen, Zaunkönig sowie Goldammer, Fasan und Elster. Die Feuchtgebiete bieten zudem Lebensraum für zahlreiche Insekten und Amphibien wie Erdkröte, Kammmolch und Teichmolch.

## Schutzziel
Da das Naturschutzgebiet zum einen sehr klein und zusätzlich durch die Stockumer Straße geteilt und durch die Autobahn A 45 und den Rüpingsbach, der bis 2012 kanalisiert als Abwasserkanal durch das Gebiet floss, begrenzt ist, sind Maßnahmen zum Erhalt des Naturschutzgebietes äußerst wichtig. Der Rüpingsbach wurde renaturiert und  mäandert durch nun das Gebiet. Zusätzlich soll durch ein Biotopverbund eine Vernetzung mit anderen Lebensräumen erfolgen.